# Láng Boldizsár (politikus)
Báró csanakfalvi Láng Boldizsár (Budapest, 1877. március 15. – Budapest, 1943. április 27.) magyar katonatiszt, altábornagy, politikus, országgyűlési képviselő, majd felsőházi tag, Láng Lajos statisztikus, politikus, kereskedelemügyi miniszter fia.

## Élete
Báró Láng Lajos statisztikus, politikus, miniszter és Horváth Emília fiaként született. Anyai nagyapja Horvát Boldizsár író, költő, jogtudós, politikus, igazságügy-miniszter volt. A gimnázium elvégzése után a bécsújhelyi katonai akadémián tanult, 1904-ben vezérkari tiszt lett. 1909 és 1914 között vezérkari századosként I. Ferenc József magyar király katonai kabinetirodájának munkatársa és az uralkodó kíséretének tagja volt. Az első világháborúban a keleti fronton teljesített szolgálatot, számos különböző kitüntetésben részesült. A Tanácsköztársaság idején bebörtönözték.
A párizsi békekonferencián a magyar delegátus katonai szakértője volt, majd 1920-ban Horthy Miklós kormányzó katonai kabinetirodájának főnökévé nevezték ki. 1922-ben a párizsi magyar nagykövetség katonai attaséja lett, majd 1927-ben altábornagyként vonult nyugállományba. A magyar gazdasági életben hamarosan fontos szerepet töltött be, a Selyem- és Gyapjúárugyár Rt. és a Papír- és Kartongyár Rt. elnöke, valamint a Salgótarjáni Kőszénbánya Rt. igazgatósági tagja volt. Elnöke lett az Országos Tüdőbeteg-Szanatórium Egyesületnek is.
Hamarosan bekapcsolódott a politikai életbe is, és 1929-ben időközi választáson a királyhelmeci kerületben szerzett parlamenti mandátumot az Egységes Párt jelöltjeként. Ugyanitt 1931-ben és 1935-ben is újraválasztották. A Képviselőházban a külügyi bizottság elnöke lett, illetve 1935-től 1939-ig az Interparlamentáris Unió magyar csoportjának is elnöke volt. Később a Felsőház tagja lett. 1943-ban hunyt el Budapesten.